# Grundverhältnis und Betriebsverhältnis
Das Begriffspaar Grundverhältnis und Betriebsverhältnis verwendet man hauptsächlich im deutschen Verwaltungsrecht, dort insbesondere im Beamtenrecht. Das Begriffspaar wurde von Carl Hermann Ule geprägt und erstmals auf der Tagung der Vereinigung der Deutschen Staatsrechtslehrer 1956 in Mainz vorgestellt. In der neueren Literatur ist auch oft die Rede von Statusregelung und Organisationsregelung. Die Ausführungen zu dem Begriffspaar sind jedoch identisch.
Da sich Beamte, Schüler, Studenten, Soldaten und Strafgefangene in einem Besonderen Pflichtverhältnis zum Dienstherrn befinden, kann eine beamtenrechtliche Maßnahme entweder ein Verwaltungsakt (mit Außenwirkung) oder lediglich eine dienstinterne Weisung sein. Unterschieden wird dabei danach, ob die Maßnahme sich auf das Grundverhältnis oder das Betriebsverhältnis bezieht. 
Im Sinne dieser Unterscheidung greift eine Regelung, die nur die innere Organisation bzw. Ausgestaltung des Pflichtverhältnisses betrifft, lediglich in das Betriebsverhältnis ein. Dies wird etwa angenommen für die Umsetzung auf einen anderen Dienstposten durch Änderung der Geschäftsverteilung. Bei einem Eingriff nur in das Betriebsverhältnis liegt keine Außenwirkung vor. Die Regelung hat nur den Charakter einer dienstlichen Weisung.
Unter einem Eingriff in das Grundverhältnis versteht man dagegen einen solchen in die persönlichen Rechte beziehungsweise in den Status einer Person, beispielsweise die Versetzung zu einem anderen Dienstherrn. Bei einem Eingriff in das Grundverhältnis liegt ein Verwaltungsakt (mit Außenwirkung) vor.